# 非基督教运动

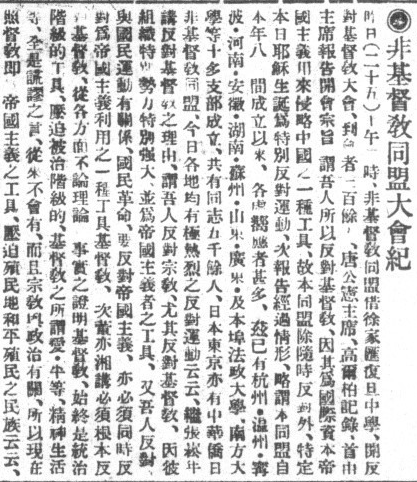
1924年12月26日，《申报》上发表的非基督教同盟大会纪

非基督教运动是中国知识界众多派别於1922年到1927年間反對基督教的运动。非基督教运动起源於共產主義的影響，迅速受到新文化運動（宗教被視為「賽先生」－「科學」的敵人）的支持。1924年以後，民族主義情緒高漲，掀起反對帝國主義運動，支持者包括繼承中國文化的國民黨、主張共產主義的共產黨，以及主張“凝成國民意識，發揚本國文化”、“內除國賊，外抗強權”的國家主義派。中國政府通过此项运动取得了對教會學校的控制權。基督教青年會主導的體育事業在非基督教運動的衝擊下也徹底沒落，中國政府收回體育權。

## 背景
在中國過去的政教關係中，宗教的地位低於政府，也就是「宗教在國家之下」。清末簽訂的對外條約中，有保護基督教傳教的條款，使得基督教不受中國官僚與鄉紳的管轄，而獨立於政府的權力。中國的民族主義者因此認為基督教與西方帝國主義是不可分割的，在反帝國主義時也要反基督教。

## 过程

### 第一阶段
1922年，世界基督教学生同盟拟定于4月4日，借用北京清华学校召开第十一届年会。3月9日，上海学生成立「非基督教学生同盟」组织，通电反对这个年会在中国召开，呼吁支持。3月11日，北京学生响应上海的呼吁，成立「非宗教大同盟」，蔡元培等人均予支持。
3月21日，由李石曾、陈独秀、李大钊、汪精卫、朱执信、蔡元培、戴季陶、吴稚晖等为数77人的学者名流以该同盟的名义联署发表宣言通电全国，指出：“我们要为人类社会扫除宗教的毒害。我们深恶痛绝宗教之流毒于人类社会十倍于洪水猛兽。有宗教可无人类，有人类便无宗教。宗教与人类，不能两立。”
3月31日，北京的五位大学教授周作人、钱玄同、沈士远、沈兼士及马裕藻发表《信仰自由宣言》，重申信仰自由的精神，反对攻击基督教。
4月4日至8日，世界基督教学生同盟第十一届年会在北京清华学校如期召开，受到大批军警保护。4月4日，李石曾、李大钊、邓中夏、蕭子升等12人在《晨报》上发表《非宗教者宣言》。陈独秀、李大钊、罗章龙、萧子升分别发表文章，批判宗教。4月8日，年会闭幕的当天，北京大学举行非宗教演讲大会，有3千多人参加。会上宣读蔡元培的演说词，要求教会学校的教育与宗教分离。 
5月10日，北京非宗教同盟在北大第三院正式成立。6月，非宗教同盟编辑出版罗章龙编辑的《非宗教论》一书， 该书收集了蔡元培、陈独秀、李大钊、吴虞、李石曾、萧子升、周太玄、朱执信、罗章龙等人写的31篇批判和否定基督教的文章。

### 第二阶段
1924年1月，国共合作，在苏联支持下，掀起了反对帝国主义和推翻北京政府的“大革命运动”，将非基督教运动視為反对帝国主义文化侵略的一部分。
1924年8月，在国共两党支持下，新的“非基督教同盟”在上海成立，共产党员唐公宪担任执行委员（主席）。同盟出版《非基督教特刊》。同年12月，该同盟策动了一个“非基督教周”活动。在圣诞节期间，长沙、广州、济南、武汉、九江、上海、苏州、徐州、杭州、绍兴、宁波等地，反基督教的群众拥上街头分队讲演，散发传单，游行示威，有些人则教堂和教会学校捣毁设施，围攻教士。
1925年5月30日发生五卅惨案，激起中国反帝运动高潮。教会和教会学校受到了很大冲击。
1926年，北伐开始，国民革命军所到之处，发生多起反基督教的事件，教堂、教会学校、教会医院多被占用或毁坏。1927年3月24日，国民革命军攻克南京，部份军人袭击英、美领事馆，攻击、劫掠外国传教士，杀害六位传教士，其中包括基督教金陵大学副校长文怀恩，史称“南京事件”。
1927年4月，国共分裂，國共内战代替反帝运动成為焦點。同年12月1日，国民党领袖蒋中正与基督教美南监理会牧师宋耀如的女儿宋美龄结婚，对国民党对基督教态度有重大影响。
1927年国民党建立南京國民政府之后，开展了收回教育权运动，教会学校受严重影响。1922年来华传教士达8,300人，经过非基督教运动之后，1928年降至3,150人。由於教育主權的收回，隨著許多外國傳教士的陸續撤離和外國教會勢力的削弱，武裝衝突事件的發生，蔣介石主導的政府的態度變化，共產黨武裝革命引起長期的內戰導致矛盾和衝突焦點的轉移，在諸多因素的影響下，非基督教運動的風潮逐漸平息下來。

## 近期研究
陶飞亚根据近年俄罗斯解密的历史档案记载指出，总部设于莫斯科的共产国际，在幕后策划和推动此运动。其目的是排除英、美的基督教教会对中国文化教育的影响，爆发于20世纪20年代的中国非基督教运动，是在俄共(布)与共产国际远东局、青年国际的直接指导下，由中国共产党发起并领导，也包括国民党等组织成员参与的政治斗争。俄共及共产国际将不断发展的基督教及其事业，以及在中国青年中滋长的亲美思想，视为中国人走俄国革命道路的障碍。因此，发动非基督教运动旨在打击西方在华宗教势力，削弱西方影响，唤起中国青年的民族主义情绪，并且在青年中扩大共产党的影响。他们通过反对基督教教会实现反帝目标的策略在实践中获得一定成效。但基督教在中国社会生活中的地位毕竟与东正教在俄国的情况有很多差别，共产国际代表以俄国革命反宗教斗争的经验，来影响中国的非基督教运动，不免有过左的倾向。而这种倾向直到红军长征结束之际才开始被纠正。